# Che (film)

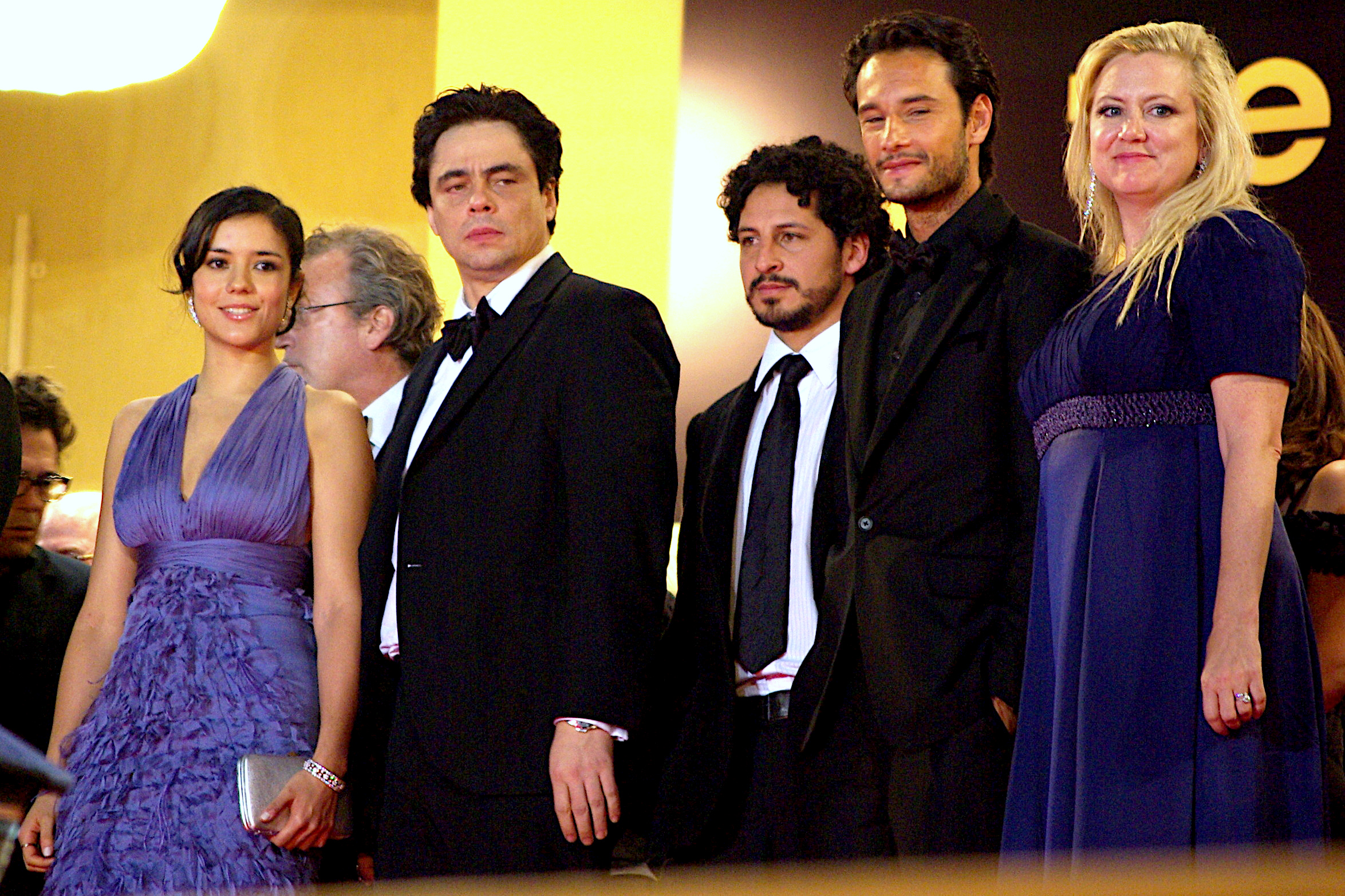
Film bemutatón balról jobbra: Catalina Sandino Moreno, Jon Lee Anderson, Benicio del Toro, ?, Rodrigo Santoro, Laura Bickford

A Che 2008-as Che Guevara életét bemutató film, Steven Soderbergh rendezésében, Benicio del Toro főszereplésével.
A film nem időrendben halad az eseménysoron.
Az első rész, aminek címe: Az argentin, a kubai forradalomra fókuszál. Fidel Castro, Guevara és más forradalmárok Fulgencio Batista diktátor hatalmának sikeres megdöntése után két évvel játszódik a film.
A második rész, amely a Gerilla címre hallgat, Che Guevara kísérletére koncentrál, hogy bolíviai forradalmat szítson és Guevara utolsó éveiről. Terrence Malick filmkészítő eredetileg egy jeleneten dolgozott, limitálta Guevara bolíviai forradalmi kísérletét.
Soderbergh, amikor felismerte, hogy nincs kontextus Guevara bolíviai ténykedésére, úgy döntött, hogy a kubai forradalomban és az ENSZ-ben betöltött 1964-es szerepét kellene megjeleníteni.
A filmben Benicio del Toro játssza Che Guevarát, Elvira Minguez Celia Sanchezt, Rodrigo Santoro Raúl Castrót, és Demian Bichir Fidel Castrót.
1964-ben Havannában Che Guevarával interjút készített Lisa Howard. 1955-ben egy összejövetelen Mexikóvárosban, Che Guevara első ízben találkozik Fidel Castróval. Meghallgatja Castro tervét és aláírja részvételi szándékát a júliusi 26-ai forradalomban. Az Egyesült Nemzetek Szervezete Közgyűlése előtt Che Guevara lelkes beszédet mondott az amerikai kapitalisták ellen, védve rezsimének szétverését.

## Szereplők
| Szereplő               | Színész                 | Magyar hang (2010) |
| ---------------------- | ----------------------- | ------------------ |
| Fidel Castro           | Demián Bichir           | Csankó Zoltán      |
| Raúl Castro            | Rodrigo Santoro         | Kovács Lehel       |
| Ernesto Che Guevara    | Benicio del Toro        | Fekete Ernő        |
| Aleida March           | Catalina Sandino Moreno |                    |
| Ciro Redondo García    | Édgar Ramírez           | Király Attila      |
| Ramiro Valdés Menéndez | Vladimir Cruz           | Anger Zsolt        |
| Camilo Cienfuegos      | Santiago Cabrera        | Nagy Ervin         |
| Aleidita               | María D. Sosa           |                    |